# Вик Раттлхэд

Обложка альбома Killing Is My Business… and Business Is Good!

Вик Раттлхэд (англ. Rattlehead, дословно — трясущий головой) — маскот американской треш-метал-группы Megadeth. Образ маскота придумал Дэйв Мастейн.
С первых дней образования группы Вик стал символом Megadeth. Он изображён на обложках многих альбомов и синглов группы.
Вик сильно отличается от символов других групп. Раттлхэд представляет собой скелет человека в деловом костюме, со стальной пластиной, закрывающей глаза, с ушами, заткнутыми металлическими пробками с обрывками цепей, а также стальными скобами, блокирующими движение нижней челюсти и, как следствие, внятную речь. Образ Вика использует символику трёх обезьян, которые не видят, не слышат и не говорят.
Он не появлялся на обложках Megadeth с 1992 по 1999
Создание персонажа отражено в композиции «The Skull Beneath the Skin» из дебютного альбома Megadeth — Killing Is My Business... and Business Is Good!.
В 2008 году группа Megadeth объявляла конкурс на редизайн маскота.